# Dôme de Rochefort
Le dôme de Rochefort est un sommet culminant à 4 015 m d'altitude dans le massif du Mont-Blanc. Il constitue la cime orientale du chaînon dit de l'arête de Rochefort, et se situe entre les Grandes Jorasses à l'est et l'aiguille de Rochefort et la dent du Géant à l'ouest, à cheval sur la France (Haute-Savoie) et l'Italie (Val d'Aoste). Son accès se fait par le refuge Torino (3 375 m) et la voie d'accès des Grandes Jorasses passe par ce sommet.

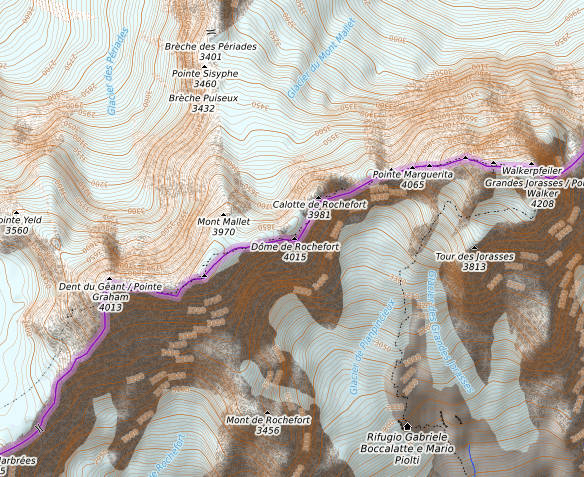
Carte topographique du dôme de Rochefort.